# Ferrari 275 S
La 275 S è un'autovettura da competizione prodotta dalla Ferrari nel 1950 in due esemplari.

## Il contesto
Il motore installato sul modello derivava indirettamente dal V12 progettato da Gioachino Colombo agli inizi della sua collaborazione con la Scuderia Ferrari. Questo propulsore non ebbe successo in Formula 1 e il suo sviluppo fu affidato Aurelio Lampredi, che subentrò a Colombo nel ruolo di progettista. Il motore fu quindi prodotto in varie cilindrate e fu oggetto di varie evoluzioni fino ad arrivare a quella da 3,3 L. Quest'ultima versione era destinata alla 275 F1, ma fu provata per la prima volta “275 S”. La sigla numerica nel nome dei due modelli derivava dalla cilindrata unitaria di questo propulsore, cioè quella relativa a un solo cilindro, che era di circa 275 cm³.
Le successive evoluzioni di questo motore furono installate sulla 340 America e sulla 340 MM.
La carrozzeria, tipo barchetta, fu originariamente opera di Touring; in seguito fu riassemblata da Fontana.

## Le competizioni
I due esemplari della “275 S” debuttarono il 23 aprile 1950 alla Mille Miglia senza successo, dato che furono costretti al ritiro per problemi al cambio e agli pneumatici. Il modello poi partecipò anche alle edizioni del 1953 e del 1954 della celebre corsa, ma senza ottenere risultati.

## Caratteristiche tecniche
Il motore era un V12 a 60° non sovralimentato anteriore e longitudinale. L'alesaggio e la corsa erano rispettivamente 72 mm e 68 mm, che portavano la cilindrata totale a 3322,34 cm³. Il monoblocco e la testata erano fabbricate in lega leggera. Il rapporto di compressione era di 8:1, mentre la potenza massima erogata dal propulsore era di 270 CV a 7200 giri al minuto .
La distribuzione era formata da un singolo albero a camme in testa che comandava due valvole per cilindro. L'alimentazione era assicurata da tre carburatori di marca Weber e modello 40 DCF. L'accensione era singola e il relativo impianto comprendeva due spinterogeni. La lubrificazione era a carter umido, mentre la frizione era multidisco.
Le sospensioni anteriori erano indipendenti ed erano costituite da quadrilateri trasversali oltre che da balestre montate nello stesso modo; quelle posteriori erano invece formate da un ponte rigido, balestre longitudinali e da una barra stabilizzatrice. Entrambe montavano ammortizzatori idraulici. I freni erano a tamburo sulle quattro ruote, mentre lo sterzo era a vite senza fine e settore dentato. La trazione era posteriore, e la trasmissione era formata da un cambio manuale a cinque rapporti più la retromarcia.
Il telaio era tubolare in acciaio, mentre la carrozzeria era spider a due posti.
La velocità massima raggiunta dalla “275 S” era di 240 km/h.